# Gran Premio Dell'Insubria-Lugano 2011
De Gran Premio Dell'Insubria-Lugano 2011 werd gereden op zaterdag 26 februari en maakte deel uit van de UCI Europe Tour 2011. De wedstrijd ging over 168 kilometer en werd gewonnen door Giovanni Visconti.

## Uitslag
| Plaats  | Naam               | Ploeg                     | tijd     |
| ------- | ------------------ | ------------------------- | -------- |
| Winnaar | Giovanni Visconti  | Farnese Vini-Neri Sottoli | 3u48'57" |
| 2       | Jure Kocjan        | Team Type 1               | z.t.     |
| 3       | Rinaldo Nocentini  | AG2R-La Mondiale          | + 1"     |
| 4       | Leonardo Duque     | Cofidis                   | z.t.     |
| 5       | Simone Ponzi       | Liquigas-Cannondale       | z.t      |
| 6       | Gianluca Brambilla | Colnago-CSF Inox          | z.t.     |
| 7       | Samuel Dumoulin    | Cofidis                   | z.t.     |
| 8       | Maxime Bouet       | AG2R-La Mondiale          | z.t.     |
| 9       | Mauro Finetto      | Liquigas-Cannondale       | + 4"     |
| 10      | Daniele Ratto      | Geox-TMC                  | + 5"     |
|         |                    |                           |          |
| 49      | Remmert Wielinga   | Itera-Katjoesja           | + 42"    |